# Grussenheim
Grussenheim é uma comuna francesa na região administrativa de Grande Leste, no departamento Alto Reno. Estende-se por uma área de 7,52 km². Em 2010 a comuna tinha 837 habitantes (densidade: 111,3 hab./km²).